# 藤田六朗
藤田 六朗（ふじた ろくろう、1903年1月7日 - 2004年）は、日本の医師。元北陸大学教授。専門は、東洋医学。

## 人物
石川県生まれ。1930年旧制金沢医科大学（現・金沢大学）卒業。金沢医科大学大里内科に勤務。1935年に医学博士の学位を取得し、1936年から金沢市に内科・心臓病科・腎臓病科・循環器病科の専門で病院を開業する。1955年から約20年間、金沢女子短期大学教授として生理学と衛生学講座を担当した。1975年から学校法人松雲学園理事、北陸大学教授となって経絡学講座を担当した。1978年に藤田東洋医学研究所を開設する。1955年にドイツ鍼学会年次大会へ招聘され講演を行う。1965年に東京で開催された第1回国際鍼学会に出席して、経絡経穴学学名委員長となり、同年、ウイーンで開催された第13回欧州鍼学会に出席する。1969年にパリで開催された第2回国際鍼学会に出席し、1970年から国際鍼学会名誉会員を務める。1981年には第31回日本東洋医学会学術総会会頭を務めた。

## 著書

### 図書
- 圧診点と丘疹点 / 藤田六朗. -- 医道の日本社, 1960. -- (藤田六朗論 考集 ; 第1輯)
- 皮膚経絡図譜と経穴学名 / 藤田六朗,岸勤. -- 医道の日本社, 1963. -- (藤田六朗論考集 ; 第5輯)
- 経絡現象 / 藤田六朗. -- 医道の日本社, 1964. -- (藤田六朗論考集 ; 第2集)
- 脈診の研究 / 藤田六朗. -- 医道の日本社, 1970. -- (藤田六朗論考集 ; 第3輯)
- 5行循環 / 藤田六朗. -- 医道の日本社, 1972. -- (藤田六朗論考集 ; 第4集)
- 十二支の謎 / 藤田六朗. -- 〔藤田六朗〕, 1976
- 鍼灸医学漢方医学 / 藤田六朗. -- 藤田六朗, 1977.6. -- (藤田六朗論 考集 ; 第6輯)
- 経絡学入門. 基礎篇 / 藤田六朗. -- 創元社, 1980.
- 経絡学入門. 臨床応用篇 / 藤田六朗. -- 創元社, 1986.7
- 歩み / 藤田六朗. -- 藤田六朗, 1982.11 （非売品）
- 行く / 藤田六朗. -- 藤田六朗, 1983.9 （非売品）

### 雑誌論文
- 藤田背部脊椎側壓痛點の研究 : 第一報 運動選手の循環器障碍 藤田 六朗 日本循環器學誌 12(7・8), 155-161, 1948-10-20
- (110)藤田背部脊椎側壓痛點の研究 : 第3報 種々臨床患者に於ける壓痛點(一般 講演(第2日),日本循環器學會第13回總會記事) 藤田 六朗 日本循環器學誌 13(4・5), 162-163, 1949-08-20
- 152) 脊椎側壓診點及び丘疹點を主題とせる研究(第7報) : 廣義心筋炎の壓診點 (一般演説,第16回日本循環器學會總會) 藤田 六朗 日本循環器學誌 16(6), 182-183, 1952-09-20
- 経絡主線(岸勤代)の組織学的研究-7-気血水病理-3- 藤田 六朗 日本東洋医学会誌 25(2), p81-83, 1974-11
- 寒冷凝集反応症候群の鍼灸治験例 藤田 六朗 日本東洋医学会誌 26(3), p150-153, 1976-02
- 鍼灸医学から漢方医学へ-13-傷寒論の5行循環的機構-3- 藤田 六朗 日本東洋医学会誌 27(3), p166-170, 1977-01
- 脈波の研究-18-改良された光電管容積脈波計-2- 藤田 六朗 日本東洋医学会誌 28(2), p81-84, 1978-01
- 脈診の研究-18-改良された光電管脈波計-2- (第5回国際鍼灸学会<特集>) -- (研究) 藤田 六朗 日本鍼灸治療学会誌 27(2), p120-126, 1978-03
- 鍼灸-漢方医学-14-傷寒論の転変機構 藤田 六朗 日本東洋医学会誌 29(1), p15-18, 1978-05
- 気血水病態生理-4-傷寒論と温疫論 藤田 六朗 日本東洋医学会誌 29(3), p125-129, 1978-12
- 傷寒論の機構-3-経絡的解析-1- 藤田 六朗 日本東洋医学会誌 30(3), p207-222, 1980-01
- 傷寒論の機構-4-経路的解析-2- 藤田 六朗 日本東洋医学会誌 32(1), p17-22, 1981-06
- 東西医学の接点 藤田 六朗 日本東洋医学会誌 32(1), p1-11, 1981-06
- 傷寒論の機構-5-経絡的解析-3- 藤田 六朗 日本東洋医学会誌 32(2), p99-111, 1981-09
- 気血水生理-6-ホルモン・免疫的5行循環-1- 藤田 六朗 日本東洋医学雑誌 33(2), p71-78, 1982-11
- 傷寒論の機構-6-経絡的解析-4- 藤田 六朗 日本東洋医学雑誌 33(2), p59-66, 1982-11
- 気血水生理-7-ホルモン免疫学的5行循環-2-膵虚証(所謂脾虚証)の現代医学的考察 藤田 六朗 日本東洋医学雑誌 34(2), p99-108, 1983-10
- 脈診の研究-19-超音波脈診計による六部定位の脈診の他覚化-1- 藤田 六朗 日本東洋医学雑誌 35(3), p209-215, 1985-01
- ホルモン免疫学的5行循環-3-5臓とホルモン免疫臓器との経絡的連絡 藤田 六朗 , 円山 槙雄 , 岸 勤 日本東洋医学雑誌 36(2), p119-126, 1985-10
- ホルモン免疫学的5行循環-4-命門穴(GV4)について 藤田 六朗 , 岸 勤 , 円山 槙雄 日本東洋医学雑誌 37(2), p85-90, 1986-10